# Muchomor szyszkowaty

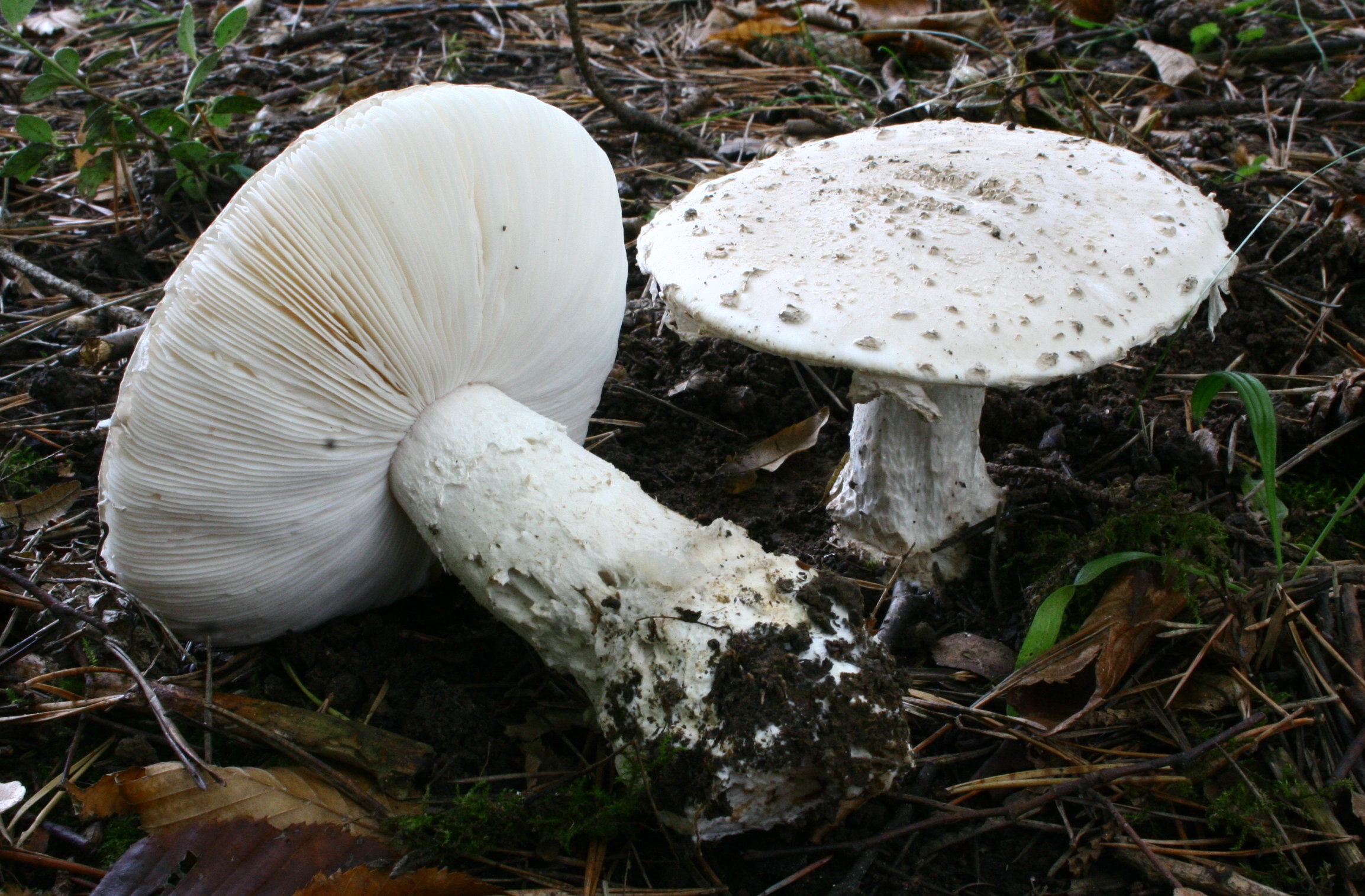

Muchomor szyszkowaty (Amanita strobiliformis (Paulet ex Vittad.) Bertill.) – gatunek grzybów należący do rodziny muchomorowatych (Amanitaceae).

## Systematyka i nazewnictwo
Pozycja w klasyfikacji według Index Fungorum: Amanita, Amanitaceae, Agaricales, Agaricomycetidae, Agaricomycetes, Agaricomycotina, Basidiomycota, Fungi.
Po raz pierwszy takson ten zdiagnozowali w 1832 r. Jean-Jacques Paulet i Carlo Vittadini nadając mu nazwę Agaricus strobiliformis. Obecną, uznaną przez Index Fungorum nazwę nadał mu w 1866 r. Bertillon, przenosząc go do rodzaju Amanita.
Synonimy naukowe:
- Agaricus strobiliformis Paulet ex Vittad. 1832
- Amanita solitaria f. strobiliformis (Paulet ex Vittad.) Cetto 1983
- Amanita solitaria var. strobiliformis (Paulet ex Vittad.) Costantin & L.M. Dufour 1891
- Amanita strobiliformis subf. boudieroides Neville & Poumarat 1996
- Amanita strobiliformis (Paulet ex Vittad.) Bertill. 1866 subf. strobiliformis
- Amanita strobiliformis var. brunneogrisea Neville & Poumarat (2005)
- Amanita strobiliformis (Paulet ex Vittad.) Bertill. 1866 var. strobiliformis
- Armillaria strobiliformis (Paulet ex Vittad.) Locq. 1952
- Hypophyllum strobiliforme (Paulet ex Vittad.) Paulet 1812

Nazwę polską podały A. Borowska i Alina Skirgiełło w 1993 r. W polskim piśmiennictwie mykologicznym gatunek ten opisywany był też jako bedłka muchomor, muchomor samotny i bedłka samotna. 

## Morfologia
Kapelusz
Średnica do 20 cm, początkowo wypukły, później rozpostarty, w centrum zagłębiony, brzeg ostry.. Powierzchnia kremowobiała do jasnoszarej, pokryta płatowatymi łatkami tej samej barwy lub ciemniejszymi. Są one miękkie i delikatne, zwieszające się z brzegu kapelusza. Muchomor ten może osiągać bardzo duże rozmiary, tak, że wielkością kapelusza przypomina czubajkę kanię, ale masą 2-3 krotnie ją przewyższa.
Blaszki
Białokremowe, gęste, wybrzuszone.
Trzon
Wysokość do 15 cm, grubość do 5 cm, nasada bulwiasto zgrubiała, głęboko tkwiąca w podłożu, nieco rozszerzający się ku podstawie, twardy, trzon pełny. Pierścień kremowy, gruby.
Miąższ
Biały, w owocniku gruby, zapach słaby, przypominający starą szynkę.
Wysyp zarodników
Biały.

## Występowanie i siedlisko
W Polsce gatunek rzadki. Znajduje się na Czerwonej liście roślin i grzybów Polski. Ma status R – potencjalnie zagrożony z powodu ograniczonego zasięgu geograficznego i małych obszarów siedliskowych. Znajduje się na listach gatunków zagrożonych także w Belgii, Czechach, Niemczech, Danii, Estonii, Holandii, Szwecji, Słowacji.
Rośnie w lasach liściastych i mieszanych, również pod kosodrzewiną, na ziemi, szczególnie pod takimi drzewami i krzewami, jak: klon, kosodrzewina, lipa, żywotnik. Można go spotkać także poza lasami, na terenach otwartych pod pojedynczymi drzewami i na skraju dróg. 

## Znaczenie
Grzyb mikoryzowy. We Francji uważany jest za grzyb jadalny, w Niemczech za trujący. Niektóre polskie źródła również uznają go za jadalnego.

## Gatunki podobne
Łatwo jest je pomylić z muchomorami o bulwiastej nasadzie, np. z muchomorem jadowitym (Amanita virosa). Najbardziej podobny jest muchomor jeżowaty (Amanita echinocephala).